# Delikatessen (1930)
Delikatessen ist ein früher deutscher Tonfilm aus dem Jahr 1930 von Géza von Bolváry. Neben Harry Liedtke und Ernst Verebes sind die Hauptrollen mit Georgia Lind und Daniela Parola besetzt.

## Handlung
Franz Hellmer ist Geschäftsführer im Delikatessengeschäft von Paul Wallis, sein Freund Bela arbeitet dort als Kommis. Als die Freunde Lilo Martens kennenlernen, sind beide von der hübschen jungen Frau sehr angetan. Schnell stellt sich jedoch heraus, dass Bela nicht bei Lilo punkten kann, während der charmante Franz sich durchaus Chancen ausrechnet. Nachdem man mit Freunden im „Grünen Kakadu“ gefeiert und den Auftritt der Sängerin Dolly Reves bejubelt hat, und das Lokal wegen der Polizeistunde schließt, beschließen die Freunde, das vergnügliche Beisammensein im Delikatessengeschäft fortzusetzen. Dabei geht es jedoch so laut zu, dass Anwohner die Polizei wegen Ruhestörung alarmieren. Die Folge davon ist, dass Franz und Bela ihren Arbeitsplatz verlieren.
Die Freunde finden jedoch schnell eine neue Stelle bei Herrn Markow, dessen Feinkosthandlung auf der gegenüberliegenden Straßenseite liegt. Markow verspricht sich etwas davon, da vor allem Franz bei der weiblichen Kundschaft wegen seiner charmanten Art sehr beliebt ist. Wallis wiederum findet in Lilo eine neue Mitarbeiterin. Tatsächlich liegt Markow mit seiner Entscheidung richtig, denn die Freunde sorgen dafür, dass die Feinkosthandlung binnen kurzer Zeit zu einer ernsthaften Konkurrenz für das Delikatessengeschäft Wallis heranwächst. Dieser Wettstreit um die Kunden bringt jedoch auf längere Sicht beiden Geschäften Einbußen, sodass die Inhaber letztendlich dem Vorschlag von Franz folgen und ihre Geschäfte vereinen. Und das führt dann für Franz zu einem weiteren glücklichen Umstand, denn er bekommt endlich seine Lilo.

## Produktion

### Produktionsnotizen
Der Drehbeginn lag im November 1929, die Aufnahmen entstanden in den UFA-Ateliers in Berlin-Tempelhof. Die Produktionsleitung des von der Deutschen Lichtspiel-Syndikat AG (D.L.S.) und Tobis produzierten Films lag bei Marcel Hellmann, die Ton-Produktionsleitung bei Rudolf Schwarzkopf. Die Aufnahmeleitung hatten Fritz Brunn und Louis Domke inne. Für die Filmbauten, deren Ausführung bei Erwin Scharf und Erich Czerwonski lag, war Robert Neppach verantwortlich.

### Musiktitel
Pasquale Perris dirigierte. Folgender Musiktitel wurde gespielt:
- Es muß nicht Hummer sein mit Mayonnaise (Musik: Fred Raymond / Text: Richard Rillo, Armin Robinson), erschienen im Musikverlag D.L.S.-Beboton-Verlag, Berlin.[1]

### Hintergrund
Der jüdische Schauspieler Willy Prager, der unter anderem als Kabarettist arbeitete, gab den Conferencier im „Grünen Kakadu“, die Schauspielerin Georgia Lind trat als Sängerin auf. Da der Film als Stummfilm begonnen worden war, musste ein Teil der Dialogszenen nachsynchronisiert werden, während der andere Teil direkt aufgenommen wurde. Etliche Zwischentitel sind jedoch auch in der Tonfilmfassung enthalten. Einige Mundbewegungen ohne Sprache verblieben ebenfalls im fertigen Film.

### Veröffentlichung
Der Film wurde am 28. Februar 1930 einer Zensurprüfung unterzogen und feierte seine Uraufführung am 5. März 1930 in München. In Berlin konnte man Delikatessen gut zwei Wochen darauf, am 20. März 1930, erstmals sehen. Die Wiener Erstaufführung fand am 30. Mai 1930 statt. In Ungarn wurde er am 13. Oktober 1930 unter dem Titel Delikatesz erstmals veröffentlicht, in Finnland am 6. Dezember 1930 und in Portugal unter dem Titel Acabou a Carestia am 2. Januar 1931. Gezeigt wurde er zudem in Italien unter dem Titel Baldoria.

## Kritik
Der Autor Karlheinz Wendtland hielt fest: „Obwohl noch unvollkommen, akzeptierte das Publikum das Ganze als Tonfilm und hatte seine Freude daran. Daneben gab es – wie fast immer – die stumme Fassung für die Provinz.“